# Peperomia nativitatis
Peperomia nativitatis är en pepparväxtart som beskrevs av C. Dc.. Peperomia nativitatis ingår i släktet peperomior, och familjen pepparväxter. Inga underarter finns listade i Catalogue of Life.